# 光之山

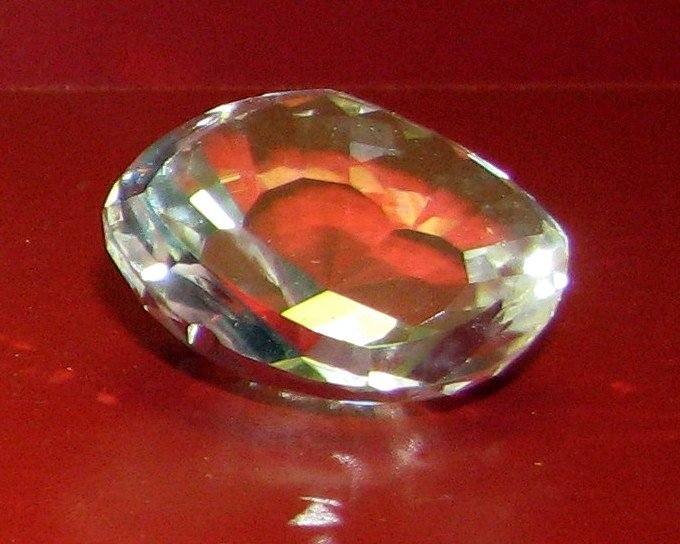
光之山的玻璃複製品。

光之山 (Kōh-i Nūr，也可寫為Koh-i-noor, Koh-e Noor或Koh-i-Nur) (英語：Mountain of Light， Telugu：కోహినూరు，印度語: कोहिनूर，波斯語: کوه نور )，曾是世界最大的鑽石，重達105克拉（21.6克），無色，原產於印度安德拉邦。
目前鑲嵌在英國伊麗莎白王后冠，與光之海（Darya-ye Noor）同樣來自印度安德拉邦，後輾轉由英國東印度公司獲得，在1877年維多利亞女王登基為印度女皇時成為英國皇室珠寶。

## 印度皇者之鑽
光之山原產自當時世界上唯一的鑽石出產地：印度安德拉邦，卡卡提亞王朝國王曾將鑽石鑲嵌在首都瓦朗加爾一間廟內的女神像眼中。當吉亞斯·烏德·丁·圖格魯克建國並將德里納入圖格魯克王朝版圖後，將軍烏盧格·汗(Ulugh Khan)揮軍卡卡提亞王朝，將包括光之山等戰利品帶回德里，之後光之山由德里蘇丹國擁有，1526年，被莫臥兒帝國首位君王巴卑爾獲得。
巴卑爾後人沙賈汗曾將鑽石鑲嵌在其孔雀寶座，後來他被兒子奧朗則布將監禁於阿格拉堡，傳說他將光之山放在窗旁，透過鑽石的反射看到泰姬陵。
1739年，納迪爾沙遠征印度西北並洗劫德里，偷走沙賈汗的孔雀寶座及其上的光之山，據傳光之山之名即由納迪爾沙所創。
1747年納迪爾沙遇刺，光之山落入阿富汗國父艾哈邁德沙·杜蘭尼之手。1830年，蘇加沙·杜蘭尼帶著光之山流亡至拉合爾，將光之山送給錫克帝國的蘭季德·辛格，後者則為蘇加沙奪回王位。
1839年，蘭季德遺囑將光之山留給奧里薩邦普里贾格纳寺，但英國東印度公司未依此執行。1849年，旁遮普省正式納入英屬印度版圖，並於拉合爾條約中載明：「由君王蘭季德·辛格手中取得，以光之山為名的鑽石，拉合爾君王將會放棄，並奉獻給英女王」。
1850年6月，蘭季德13歲的兒子杜勒普親往英國將光之山贈給維多利亞女王，儀式上除了紀念第二次英國錫克戰爭的終結外，也是英國東印度公司成立250周年紀念。

## 英國王室珠寶

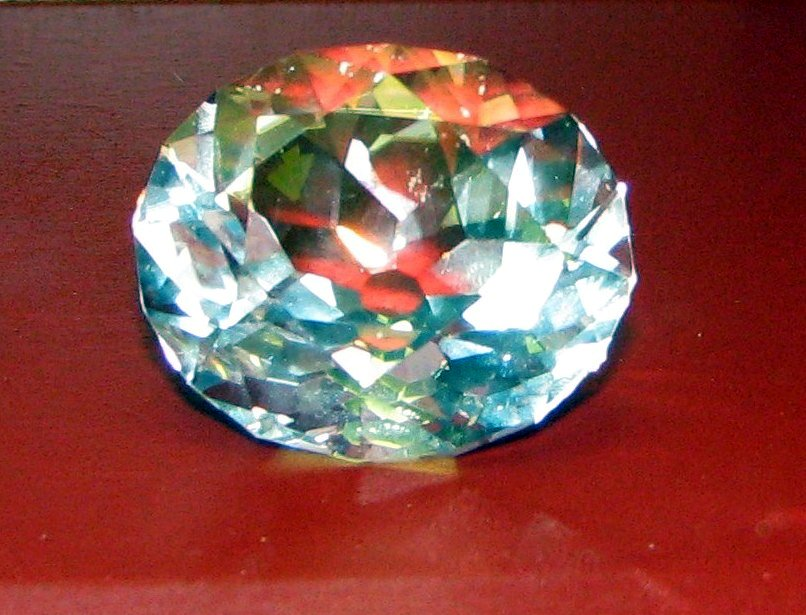
重切之後的光之山鑽石的複製品。

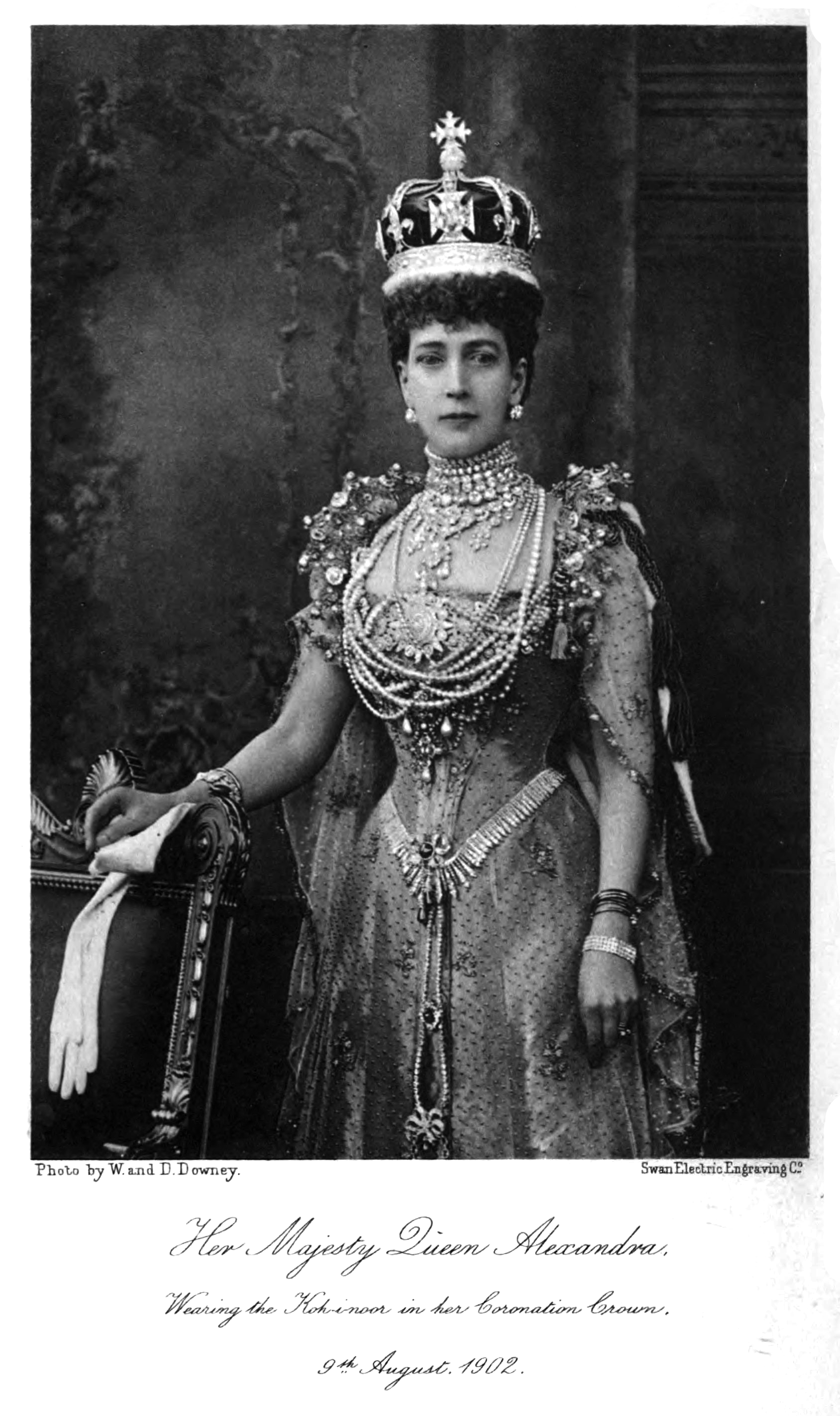
丹麥的亞歷山德拉戴上了配有光之山的后冠。

光之山由皇家蒸汽船(HMS Medea)運輸，當船抵達毛里求斯時，霍亂爆發，當地人下令馬上開船，否則向總督要求開火轟船，在海上遭遇強風後，終抵英國，光之山在1850年7月3日被奉獻給維多利亞女王。
1851年，光之山在英國水晶宮舉行的萬國工業博覽會中展出，吸引了大批訪客的興趣，但鑽石光芒卻令人大失所望，為此，维多利亞女王王夫阿爾伯特親王花了八千英鎊且親自監督，在詹姆斯·坦南特的指導下，鑽石在阿姆斯特丹從186卡再切割成108卡以增其光彩，之後鑲在一個维多利亞女王經常佩戴的胸針上，女王駕崩後，光之山和切下的碎鑽一起被鑲嵌在一個全新的皇冠上，並由丹麥的亞歷山德拉王后首次配戴，直至今日，光之山仍被鑲嵌在修改後的伊麗莎白王后冠上。

## 歸屬爭議
2009年2月，印度獨立領導人甘地的曾孫圖沙爾呼籲英國歸還「光之山」鑽石，巴基斯坦、印度文化部也曾表達過相同的意見。

## 光之山的詛咒
當此鑽石在1306年首次出現時，相關印度文字記載：「擁有此石者將擁有全世界以及所有的不幸。唯有神或女人佩戴時，方得倖免。」所有曾經擁有過它的男人不是失去皇位就是遇上厄運，維多利亞女王是唯一曾經佩戴過它的女性君主，此後，光之山僅由王后佩戴。

## 外部連結
- 英國王室珠寶（页面存档备份，存于）